# Гульон, Маркос
Ма́ркос Гульо́н Ферре́ра (исп. Marcos Gullón Ferrera; род. 20 февраля 1989, Мадрид) — испанский футболист, полузащитник.

## Клубная карьера
Марко — воспитанник «Вильярреала», долгое время выступал за вторую и третью команду, и только 8 ноября 2009 года в матче чемпионата Испании против «Севильи» дебютировал за первую команду. Но не сумев закрепиться в основном составе, 31 января 2012 года перешёл в «Расинг» из Сантандера. После понижения «Расинга» в Сегунду В, Марко ушёл из клуба.
1 июля 2013 года в статусе свободного агента перешёл в кипрский клуб «Аполлон». 2 сентября того же года в мачте против «Эрмиса» дебютировал в чемпионате Кипра, а 28 сентября в матче против «Алки» забил первый гол за «Аполлон». В составе лимасольского клуба стал двукратным бронзовым призёром национального чемпионата, а также стал финалистом Суперкубка Кипра.
11 января 2016 года перешёл в нидерландский клуб «Рода», и уже 16 января того же года в мачте против АЗ дебютировал в чемпионате Нидерландов.

## Международная карьера
Играл за различные молодёжные сборные Испании. В 2009 году в составе сборной Испании до 20 лет стал участником чемпионата мира в своей возрастной категории. На турнире сыграл против сборной Таити и сборной Нигерии.

## Достижения
«Аполлон» (Лимасол)
- Бронзовый призёр чемпионата Кипра (2): 2013/14, 2014/15